# Bulia mexicana
Bulia mexicana es una especie de lepidóptero perteneciente a la familia Noctuidae. Se encuentra desde Chiapas en el oeste de México hacia el sur hasta el noroeste de Costa Rica.
Las larvas se alimentan de Prosopis juliflora.